# Colopsus peppara
Espèce
Colopsus peppara est une espèce d'araignées aranéomorphes de la famille des Salticidae.

## Distribution
Cette espèce est endémique du Kerala en Inde,. Elle se rencontre dans le district de Thiruvananthapuram .

## Description
Le mâle holotype mesure 5,96 mm et la femelle paratype 6,12 mm.

## Systématique et taxinomie
Cette espèce a été décrite par Sudhin, Sen et Caleb en 2023.

## Étymologie
Son nom d'espèce lui a été donné en référence au lieu de sa découverte, le sanctuaire de la vie sauvage de Peppara.

## Publication originale
- Sudhin, Sen & Caleb, 2023 : « A new spider species of the genus Colopsus Simon, 1902 (Araneae: Salticidae) from the Western Ghats of India. » Revue Suisse de Zoologie, vol. 130, no 2, p. 285-289.